# Hombre de Kennewick
El Hombre de Kennewick es el nombre dado a los restos de un hombre prehistórico encontrado en un banco del río Columbia cerca de Kennewick, Washington, el 28 de julio de 1996. El descubrimiento del Hombre de Kennewick fue accidental: una pareja de espectadores de las carreras anuales de hidroplanos encontró su cráneo mientras observaban las carreras.

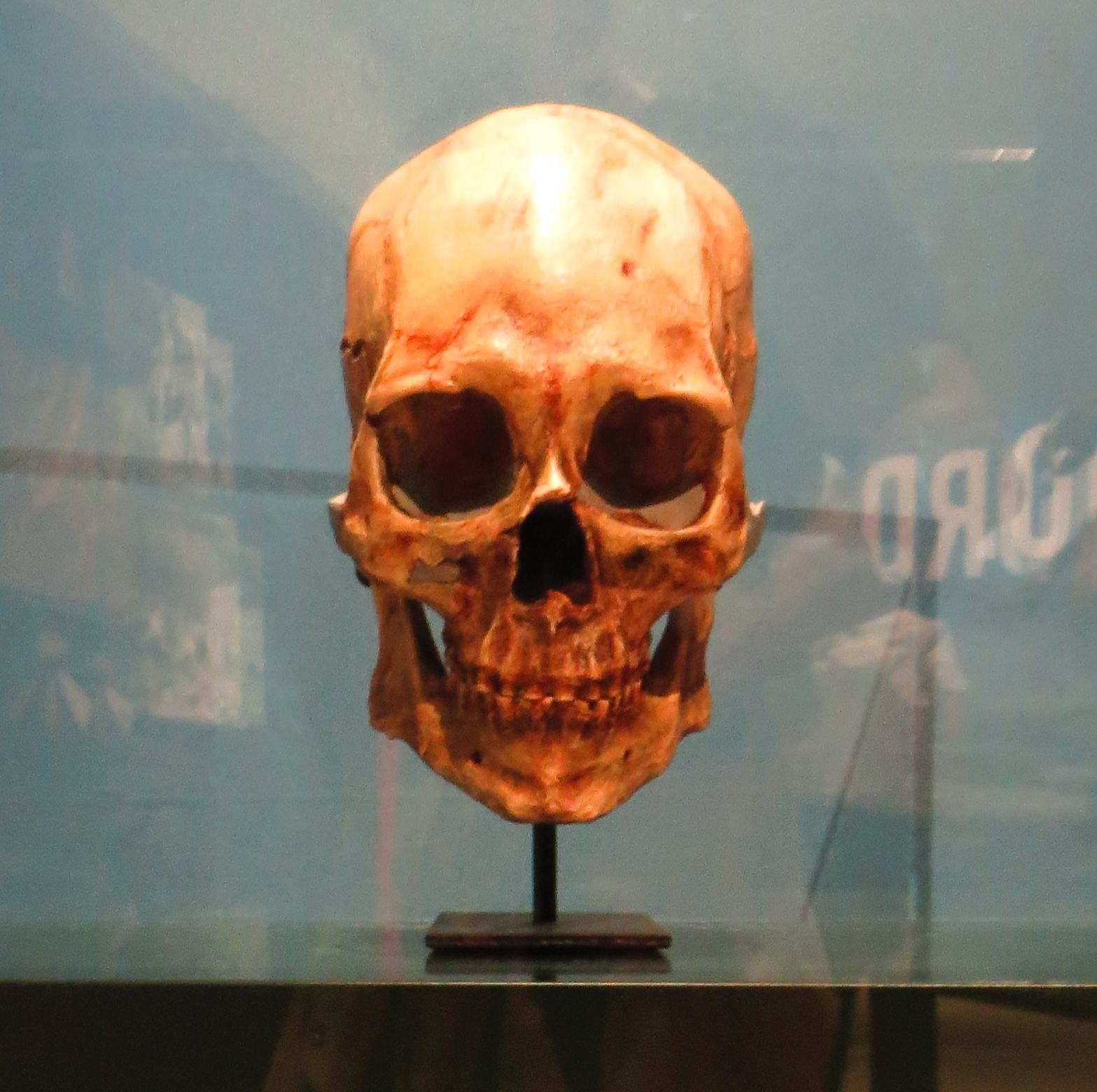
Cráneo del hombre de Kennewick.

## Controversias
Los restos se vieron envueltos en discusiones acerca de la relación entre los derechos religiosos de los nativos americanos y la arqueología. Basados en el "Acta de Protección y Repatriación de las Tumbas de los Nativos Americanos", cinco grupos de nativos americanos (los Nez Perce, Umatilla, Yakama, Wannapum, y Colville) reclamaron los restos como suyos, para ser enterrados según la tradición. Sólo los Umatillas continuaron con su petición en la corte. En febrero de 2004 la corte decidió que aún no se encontraba un enlace cultural entre las tribus y los restos, permitiendo realizar más estudios científicos.
En julio de 2005, científicos de todo Estados Unidos se reunieron en Seattle durante diez días para estudiar los restos, haciendo mediciones detalladas y determinando la causa de la muerte.
Por casi veinte años los científicos no lograron ponerse de acuerdo sobre la etnia y los orígenes del 'hombre de Kennewick' hallado en 1996 en las orillas del río Columbia en el Estado de Washington, EE. UU. Algunos aseguraban que el esqueleto, de más de 9.000 años de antigüedad, estaba relacionado con los pueblos indígenas de Japón o Polinesia, otros afirmaban que tenía rasgos caucásicos, y unos más hasta afirmaban que pertenecía a los pueblos nórdicos vikingos.

## Análisis del ADN
Un nuevo estudio publicado en la revista Nature ha coincidido con aquellos que creían que el hombre de Kennewick estaba relacionado con el conjunto de los antecesores de los actuales indígenas norteamericanos. "Mediante el uso de ADN antiguo logramos demostrar que el 'hombre de Kennewick' está más relacionado con los nativos americanos que con cualquier otra población", afirmó Morten Rasmussen, uno de los autores de la investigación en la Universidad de Copenhague en Dinamarca. "Concluimos basados en comparaciones genéticas que el hombre de Kennewick muestra continuidad con los nativos norteamericanos durante al menos los últimos ocho milenios". Aunque el haplogrupo X del ADN mitocondrial se encuentra en Europa y el suroccidente de Asia, también ha sido hallado en la región del Altái y la variante X2a del hombre de Kennewick sólo se ha encontrado en nativos de América del Norte. En forma concluyente, el haplogrupo del cromosoma Y hallado resultó ser el Q-M3, característicos y predominante entre los pueblos Indígenas de las Américas.
El análisis de ADN extraído de los huesos del esqueleto no pudo determinar con seguridad a qué tribu en particular pertenecía, los investigadores consideran que lo más probable es que fuera el antecesor de los habitantes de la actual Reserva india de Colville en Washington.